# فردودگاه تکبانده موئنگو
فردودگاه تکبانده موئنگو (به انگلیسی: Moengo Airstrip) یک فرودگاه همگانی است . این فرودگاه در کشور سورینام قرار دارد .